# Cagayan (rivier)
De Cagayan is met een lengte van 505 kilometer de langste rivier van de Filipijnen. De Cagayan ontspringt ter hoogte van de Caraballo Mountains in het zuidelijke deel van de bergketen Sierra Madre op het grootste Filipijnse eiland Luzon. De rivier, die vanuit zijn oorsprong noordwaarts stroomt langs de plaatsen Ilagan en Tuguegarao City, mondt uit in de Grote Oceaan bij Aparri. Het dal waar de Cagayan doorheen stroomt, tussen de Sierra Madre en de Cordillera Central is ongeveer 190 kilometer lang en zo'n 60 meter breed.
Ook in het zuiden van de Filipijnen stroomt een rivier met de naam Cagayan. Deze Cagayan ontspringt in de provincie Bukidnon op het zuidelijke eiland Mindanao en mondt uit in de Celebeszee bij de stad Cagayan de Oro.
- Virtual International Authority File: 315529931